# 联合国妇女发展基金
联合国妇女发展基金 （UNIFEM）成立于1976年12月，前身是国际妇女年联合国妇女十年自愿基金，首任总干事是玛格丽特·斯奈德 （ Margaret C. Snyder ）博士。该组织致力于为促进妇女人权、政治参与和经济安全的创新方案和战略提供财政和技术援助。自1976年以来，该组织通过其办事处和与世界主要区域的妇女组织的联系支持妇女赋权和性别平等。其促进两性平等预算方面的工作始于1996年的南部非洲，并扩大到东非，东南亚，南亚 ，中美洲和安第斯地区。该组织努力提高整个联合国系统对促进两性平等预算的认识，并将其作为加强所有国家经济治理的工具。 

## 历史
该组织最初称为联合国妇女十年自愿基金，1985年2月，联合国大会扩大了该组织的任务范围，将其改为联合国妇女发展基金。根据联大第39/125号决议，新基金被要求支持和倡导开展创新和推动性活动，使发展中世界的妇女更有发言权和知名度。妇发基金成为了一个与联合国开发计划署密切合作的自主组织。但该决议还同时规定，基金的资源应当作为联合国其他发展合作机构在妇女权益方面的补充，而不是取代其他机构的责任。
妇发基金是联合国发展集团的一部分。 它在联合国发展集团中的作用现在由其继任者联合国妇女署接管。 
约旦的巴斯玛·宾特·塔拉勒（Basma bint Talal）公主于1996年被任命为妇发基金亲善大使。
2001年，妇发基金与国际警报组织合作，设立了新千年妇女和平奖  。 
2006年1月26日，联合国妇发基金任命妮可·基德曼为亲善大使。
妇发基金的最后一任总干事是Inés Alberdi 。 
2011年1月，妇发基金与提高妇女地位国际研究训练所(INSTRAW)、性别问题特别顾问办公室(OSAGI)和提高妇女地位司(DAW)合并为联合国妇女署，成为联合国的一个综合实体。

## 总干事
该组织的历任总干事： 
| 序号 | 总干事               | 国籍   | 任期      |
| ---- | -------------------- | ------ | --------- |
| 4    | 伊内斯·阿尔韦迪      | 西班牙 | 2007-2014 |
| 3    | 诺埃琳·海泽          | 新加坡 | 1994-2007 |
| 2    | 莎伦·卡佩林-阿拉基嘉 | 加拿大 | 1989-1994 |
| 1    | 玛哈雷特·C·斯奈德    | 美国   | 1978-1989 |